# Алберто Корда
Алберто Дијаз Гутијерез (шп. Alberto Díaz Gutiérrez; Хавана, 14. септембар 1928 — Париз, 25. мај 2001), познатији као Алберто Корда, био је кубански фотограф, познат по фотографији „Јуначки герилац“ (шп. Guerrillero Heroico), марксистичког револуционара Че Геваре.

## Биографија
Корда је био син железничког радника и радио је разне послове пре него што започео каријеру као асистент једном фотографу.

Радио је као фотограф за кубанске новине „Револуција“ (шп. Revolución) у којима је 5. марта 1960. године објавио фотографију Че Геваре, која је постала симбол револуције и побуне. Корда није добио признање или награду за фотографију, јер Фидел Кастро није признавао Бернску конвенцију. Међутим, 2000. године, Корда је тужио руског произвођача вотке, Смирноф, због употребе његове фотографије ради рекламе. Коментаришући незакониту употребу фотографије, Алберто Корда је рекао да као поборник идеала за које је Че Гевара умро, није против коришћења његове фотографије од стране оних који желе да пропагирају сећање на њега и узрок социјалне правде широм света, али да је категорички против експлоатације лика Че Геваре за промоцију производа као што је алкохол, или у било које друге сврхе које омаловажавају углед Чеа. Новац од одштете у износу од 50.000 долара Корда је поклонио кубанском здравственом систему и том приликом је рекао: 
| „ | Да је Че жив, исто би учинио. | ” |

Десет година након револуције, Корда је радио као лични фотограф за Кастра. Године 2001. у Паризу, током једне приватне изложбе, Алберто Корда је доживео срчани удар и умро, а потом је сахрањен у Хавани.